# Senan (Yonne)
Senan település Franciaországban, Yonne megyében. Lakosainak száma 680 fő (2022. január 1.). Senan Champlay, Valravillon és Montholon községekkel határos.

## Népesség
A település népessége az elmúlt években az alábbi módon változott:
| Lakosok száma | 784  | 735  | 734  | 700  | 694  | 683  | 682  | 681  | 680  |
|               | 2013 | 2015 | 2016 | 2017 | 2018 | 2019 | 2020 | 2021 | 2022 |